# アンドリア
アンドリア（イタリア語: Andria  発音）は、イタリア共和国プッリャ州中部にある都市で、その周辺地域を含む人口約10万人の基礎自治体（コムーネ）。バルレッタ＝アンドリア＝トラーニ県の県都とされている都市の一つで、県内最大のコムーネ人口を擁する。
ユネスコ世界遺産のカステル・デル・モンテは、このコムーネの郊外にある。

## 名称
標準イタリア語以外の言語では以下の名称を持つ。
- バーリ方言 (it) : Àndrie または Jàndrie [4]

## 地理

### 位置・広がり
バルレッタ＝アンドリア＝トラーニ県中部のコムーネ。隣接するバルレッタ、トラーニとともに、バルレッタ＝アンドリア＝トラーニ県の県都とされている都市の一つである。アンドリアの市街は、州都バーリの西北西約50km、フォッジャの東南東約68km、ナポリの東北東約175kmに位置する。
コムーネの面積は 407.86 km2で、これはイタリアで16位のコムーネ面積である。

#### 隣接コムーネ
隣接するコムーネは以下の通り。BAはバーリ県所属。
- バルレッタ - 北
- トラーニ - 北東
- コラート (BA) - 南東
- ルーヴォ・ディ・プーリア (BA) - 南東
- スピナッツォーラ - 南
- ミネルヴィーノ・ムルジェ - 南西
- カノーザ・ディ・プーリア - 西

### 主要な市街・集落
アンドリアの市街には3つの高い鐘楼があり、「三つの塔の街（la città dei tre campanili）」として知られる。

## 歴史
2004年にバルレッタ＝アンドリア＝トラーニ県が設置されると（自治体としての発足は2009年）、バーリ県から移された。

## 行政

### 行政区画
アンドリアには以下の分離集落（フラツィオーネ）がある。
- Castel del Monte（カステル・デル・モンテ）
- Montegrosso
- Troianelli
- Punta di bosco spirito
- Citulo
- Posta di Grotte
- Petrone
- Le Palombe

## 社会

### 経済・産業
全国オリーブオイル都市協会 (it:Associazione nazionale città dell'olio) の加盟都市である。

## スポーツ

### サッカー
サッカークラブチーム、フィデーリス・アンドリアの本拠地である。2017-18シーズンはセリエC（3部リーグ）に属している。ホームスタジアムは、スタディオ・デーリ・ウリヴィ (it:Stadio Degli Ulivi) 。

## 交通

### 道路
アドリア海沿いにボローニャとターラントを結ぶアウトストラーダ A14号線（アウトストラーダ・アドリアーティカ）が市域の北端を東西に通過する。
高速道路
- アウトストラーダ A14
〔… - フォッジャ - カノーザ〕 - アンドリア - 〔バーリ - ターラント〕

国道
- SS98  (it:Strada statale 98 Andriese-Coratina)
- SS170 dir.A  (it:Strada statale 170 di Castel del Monte)

### 鉄道
ノルド・バレーゼ鉄道

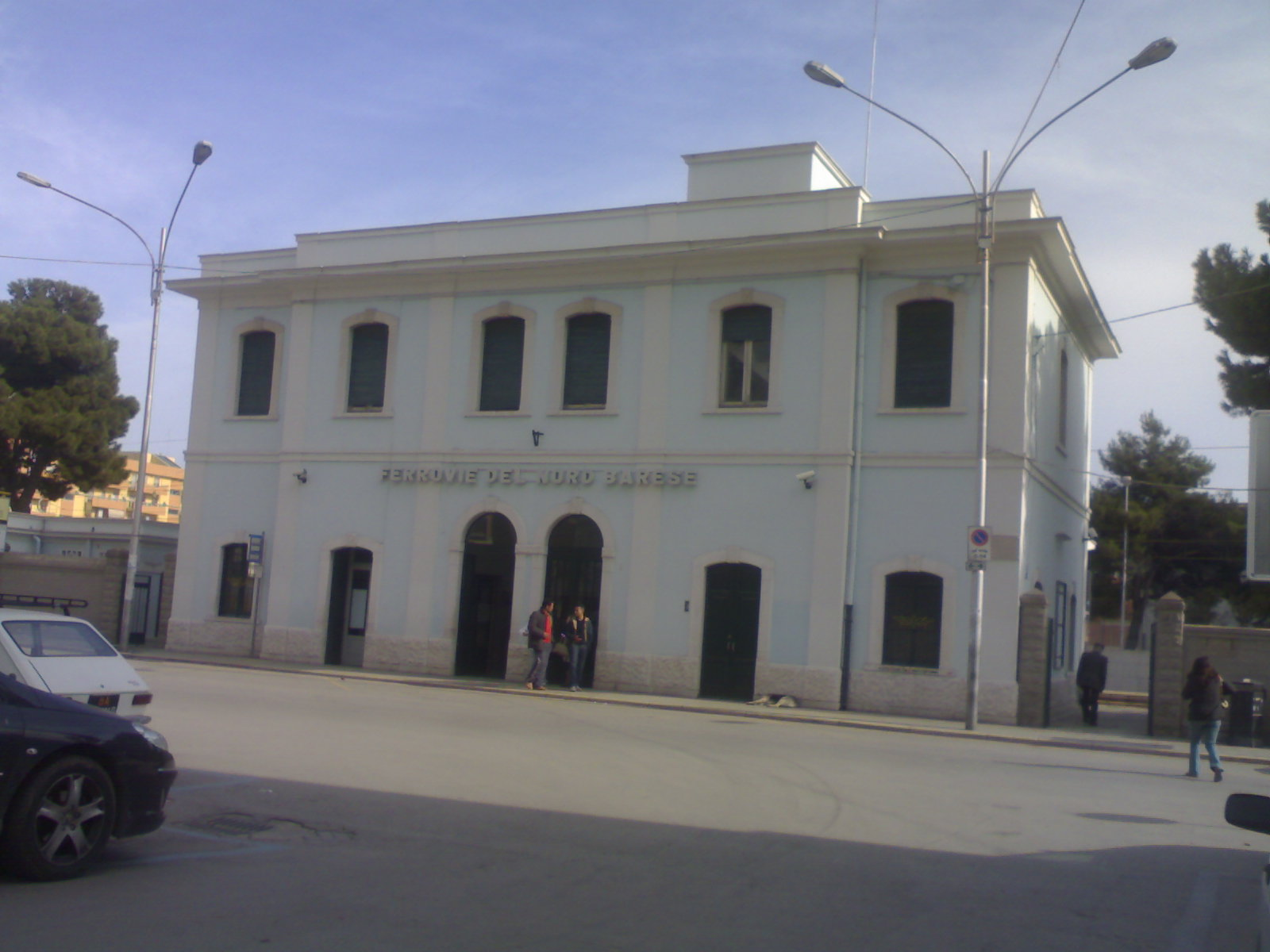
アンドリア駅

- バーリ＝バルレッタ線 (it:Ferrovia Bari-Barletta) 
〔バルレッタ〕 - アンドリア駅 (it:Stazione di Andria)  - 〔コラート - ビトント - バーリ〕

ノルド・バレーゼ鉄道  (it:Ferrovie del Nord Barese) は、フェロトラムビアーリア社 (FT)  (it:Ferrotramviaria)  によって運行される鉄道網である。2016年7月には、アンドリア - コラート間の単線区間で、死者23人を出す列車の正面衝突事故が発生した（アンドリア-コラート間列車衝突事故）。

## 人物

### 著名な出身者
- コンラート4世 - 13世紀の神聖ローマ皇帝。
- ファリネッリ - 18世紀のカストラート歌手。

## 姉妹都市
- モンテ・サンタンジェロ、イタリア 2013年
- アルベロベッロ、イタリア 2013年